# John Joseph O'Connor
John Joseph O'Connor, ameriški rimskokatoliški duhovnik, škof in kardinal, * 15. januar 1920, Filadelfija, Pensilvanija, † 3. maj 2000.

## Življenjepis
15. decembra 1945 je prejel duhovniško posvečenje.
24. aprila 1979 je postal pomožni vojaški škof in bil istočasno imenovan za naslovnega škofa Cursole; 27. maja istega leta je prejel škofovsko posvečenje.
6. maja 1983 je bil imenovan za škofa Scrantona; škofovsko ustoličenje je potekalo 29. junija istega leto.
26. januarja 1984 je bil imenovan za nadškofa New Yorka; ustoličen je bil 19. marca istega leta in to ostal vse do svoje smrti, ker je bil v milosti papeža Janeza Pavla II.
25. maja 1985 je bil povzdignjen v kardinala in imenovan za kardinal-duhovnika Ss. Giovanni e Paolo.